# Karl-Heinz Pfeiffer
Karl-Heinz Pfeiffer (* 20. Juni 1939; † 19. Mai 2009 in Seelze) war ein deutscher Museumsleiter. Bis zum Jahr 2005 leitete er das 1991 gegründete Heimatmuseum Seelze. Zusammen mit Wolfgang Mathyl gründete er den Museumsverein Seelze. Ilse Pfeiffer, Witwe von Karl-Heinz Pfeiffer, ist im Museumsverein aktiv.

## Schriften
- mit Norbert Saul: „Sind wir von der Arbeit müde, ist noch Kraft zu einem Liede“ – Musik und Gesang in Seelze. Musikalische Vereine und Gruppen in Seelze von den Anfängen bis heute. Seelze 2005
- mit Norbert Saul: Wohnungsnot und Aufbruchstimmung – Die 50er Jahre in Seelze. Seelze 2004
- Kirchen in Seelze 2003.
- Wasserwege und Brücken in Seelze. 2003
- mit Norbert Saul: 100 Jahre Chemiestandort Seelze. 2002
- mit Norbert Saul: Vom Kienspan zur elektrischen Glühlampe. Seelze 2000